# Comitatul Rapla
Rapla este un comitat din Estonia. Reședința sa este orașul Rapla.

## Galerie de imagini

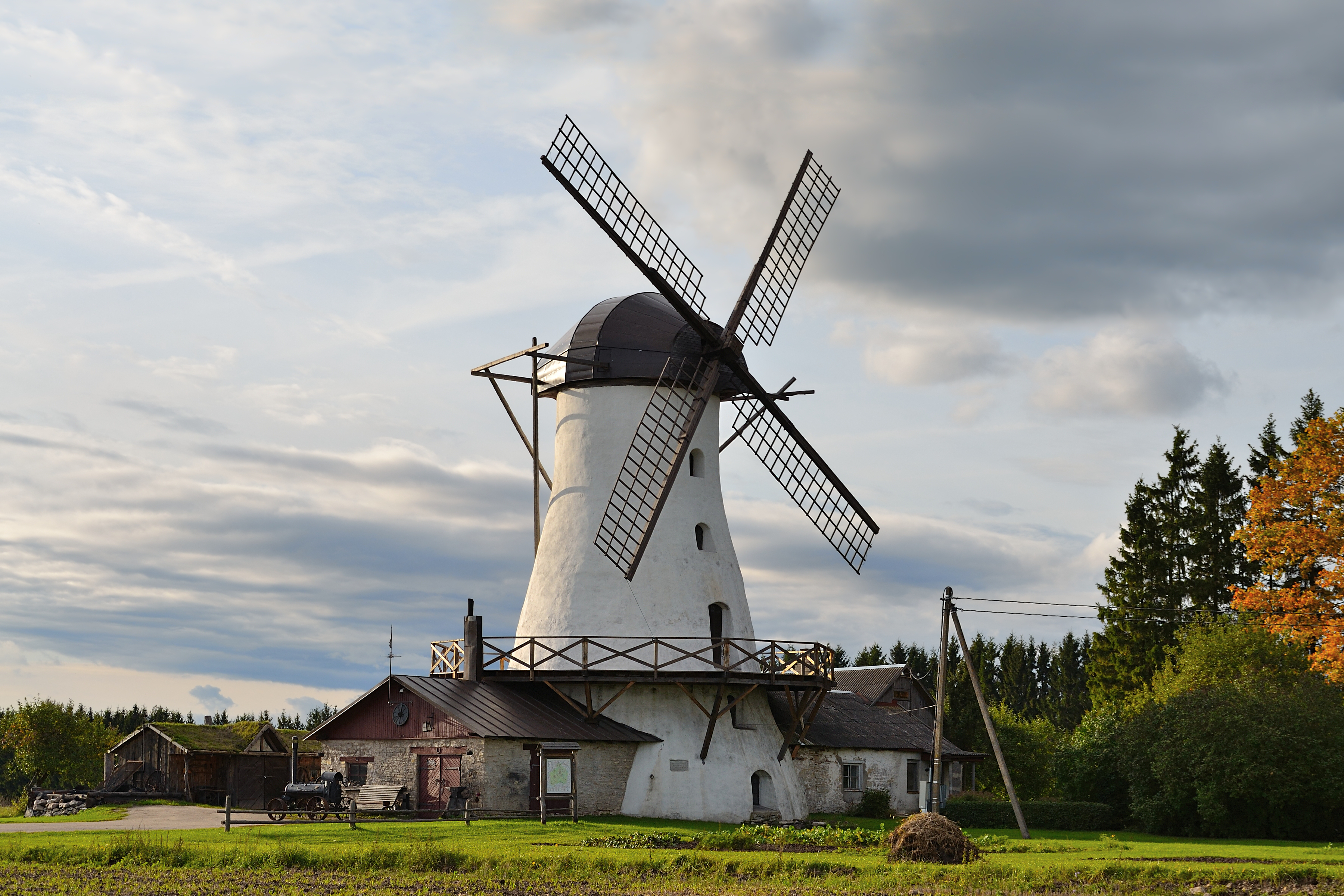
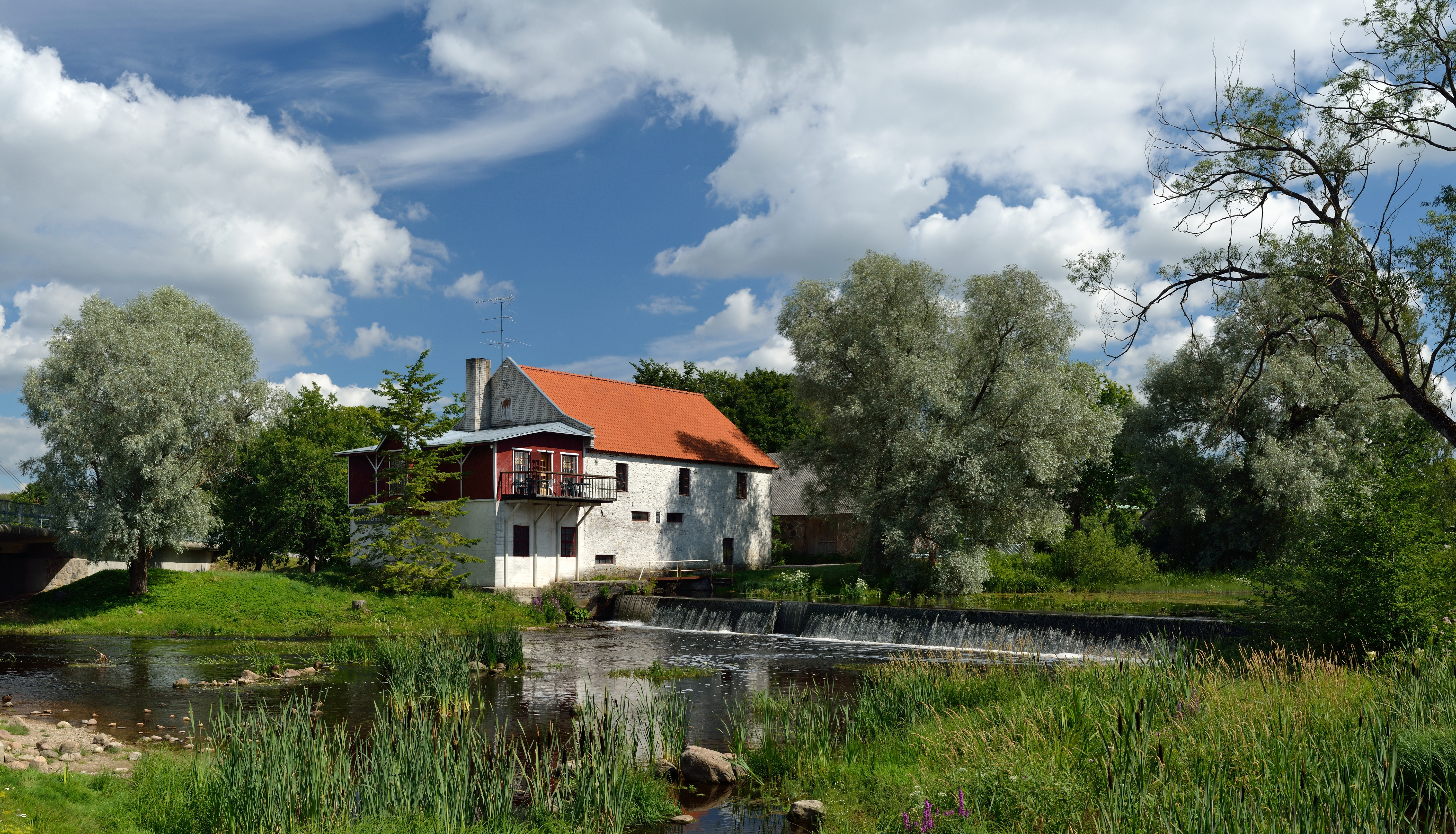
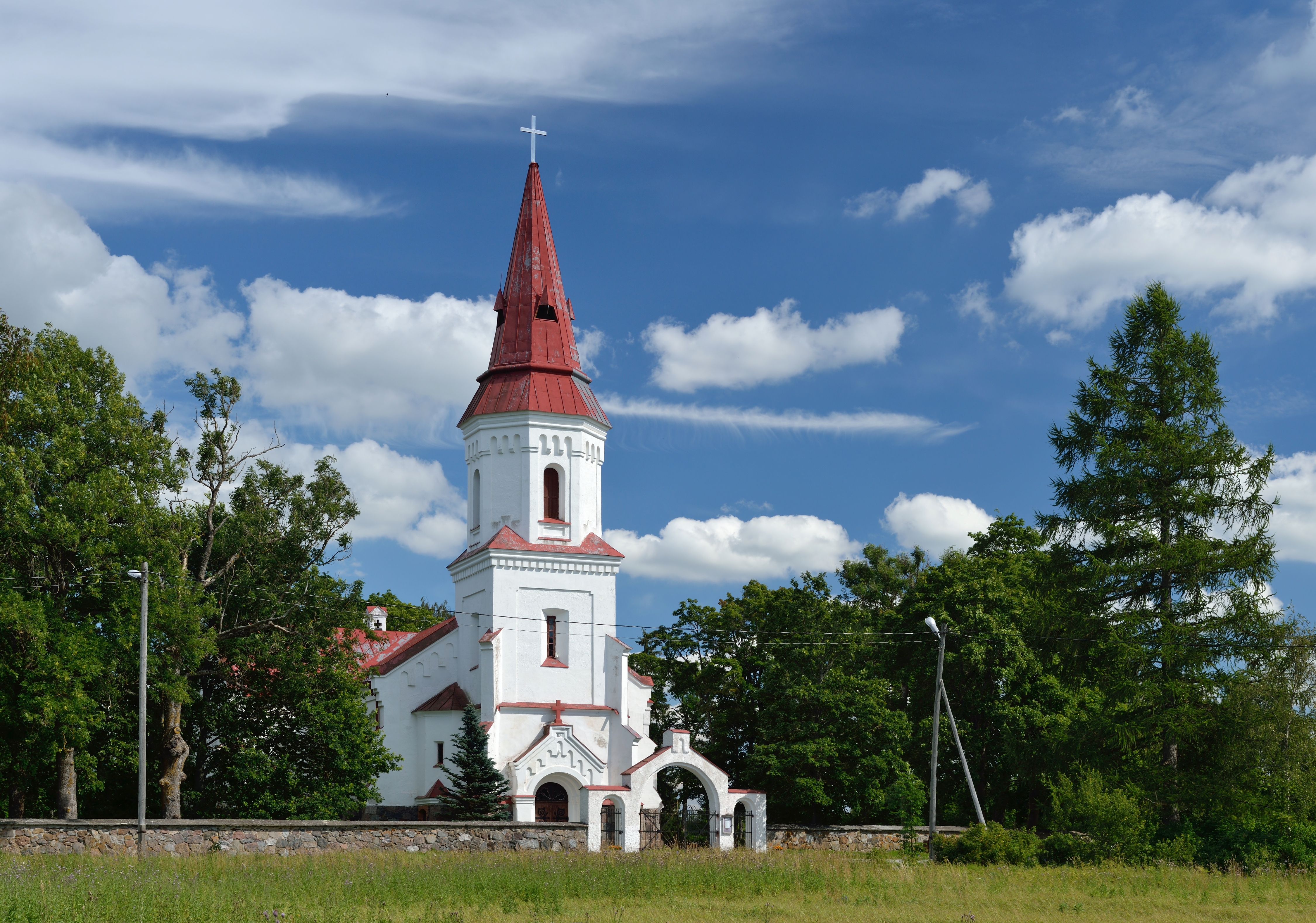
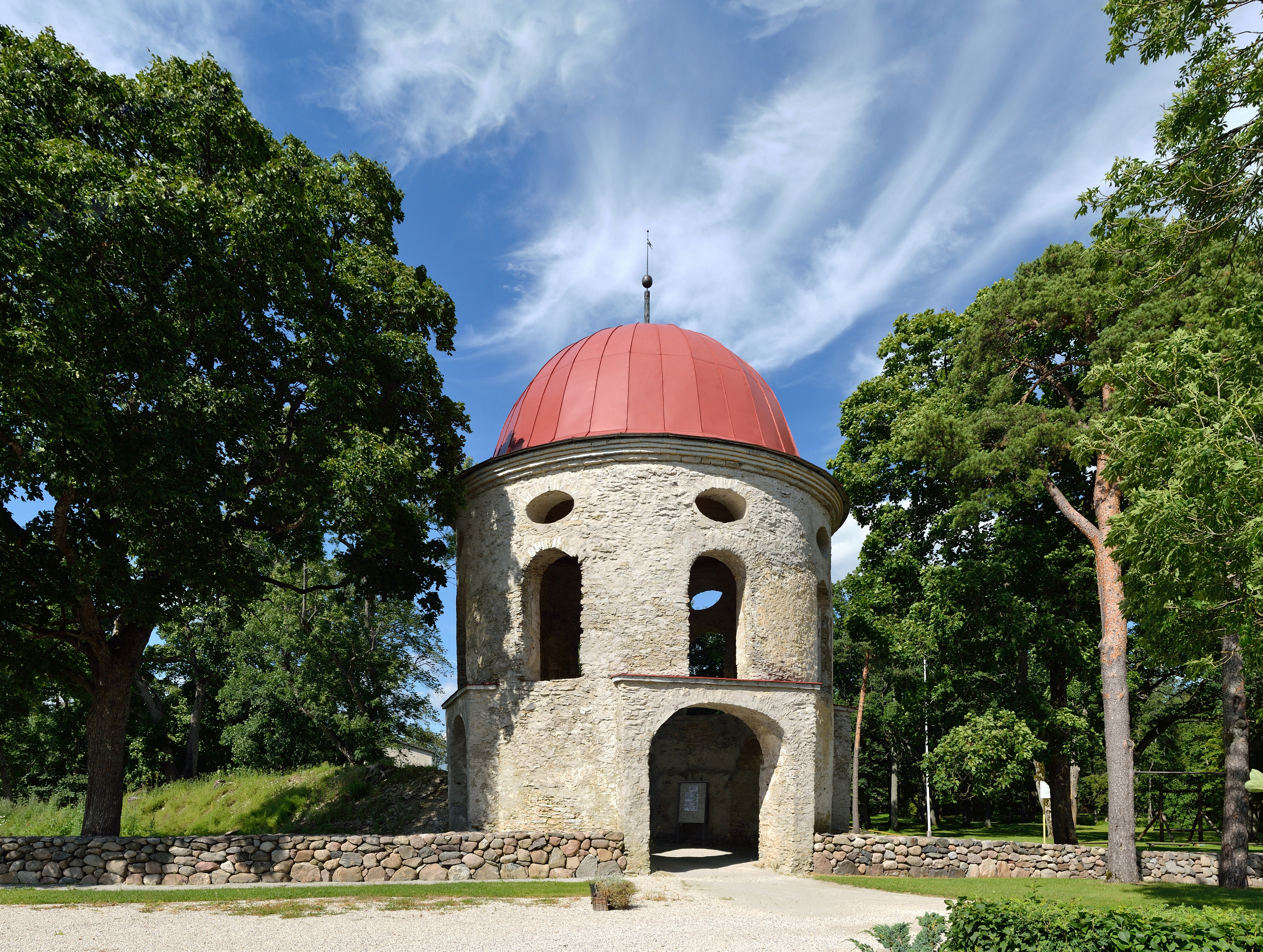
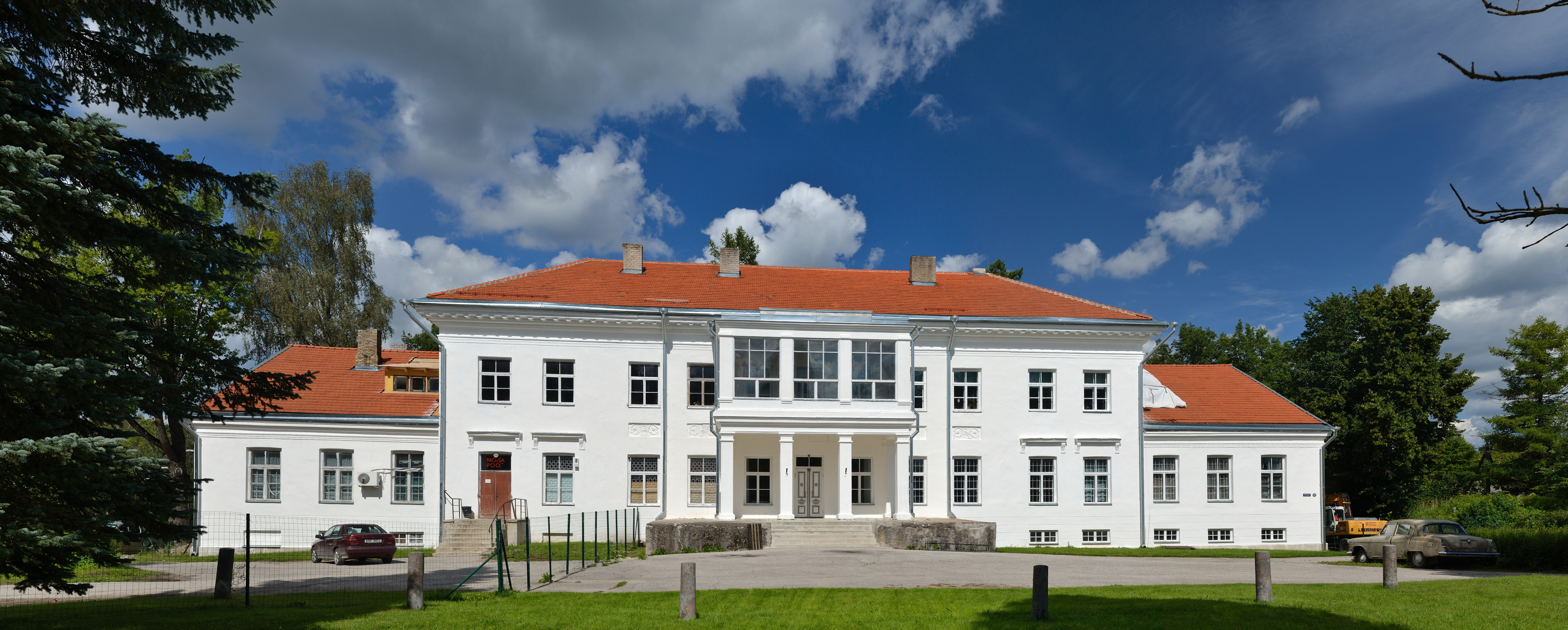
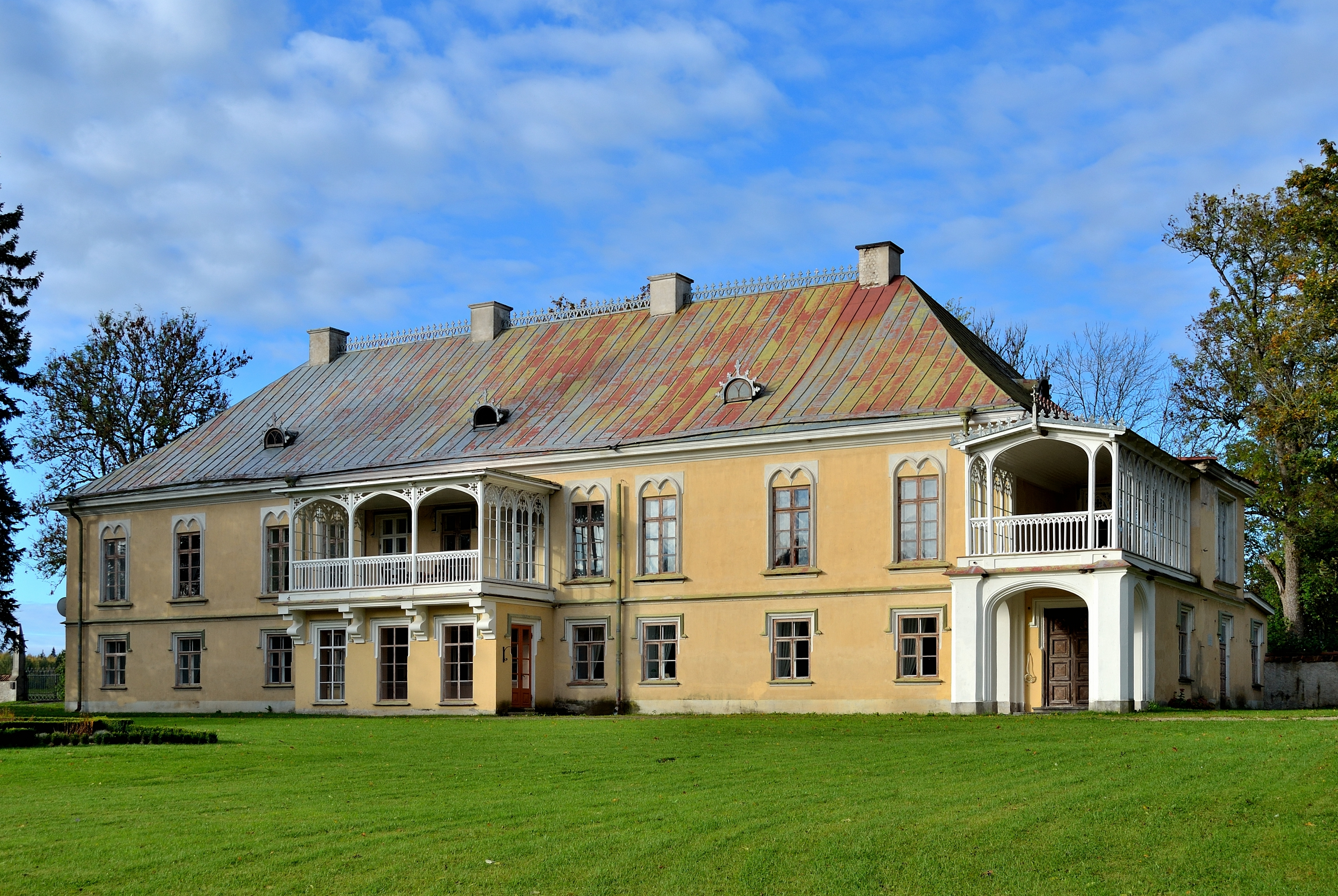

## Orașe
- Rapla

## Comune
- Juuru
- Järvakandi
- Kaiu
- Kehtna
- Kohila
- Käru
- Märjamaa
- Raikküla
- Vigala